# Milagro
Milagro és un municipi de Navarra, a la comarca de Ribera Arga-Aragón, dins la merindad d'Olite. Limita al nord amb Funes i Villafranca, a l'est amb Cadreita i al sud amb La Rioja.

## Demografia
| Evolució demogràfica                               | Evolució demogràfica | Evolució demogràfica | Evolució demogràfica | Evolució demogràfica | Evolució demogràfica | Evolució demogràfica | Evolució demogràfica | Evolució demogràfica | Evolució demogràfica | Evolució demogràfica |
| 1996                                               | 1998                 | 1999                 | 2000                 | 2001                 | 2002                 | 2003                 | 2004                 | 2005                 | 2006                 | 2007                 |
| -------------------------------------------------- | -------------------- | -------------------- | -------------------- | -------------------- | -------------------- | -------------------- | -------------------- | -------------------- | -------------------- | -------------------- |
| 2 585                                              | 2 586                | 2 586                | 2 599                | 2 709                | 2 827                | 2 879                | 2 945                | 3 061                | 3 054                | 3 116                |
| Fonts: Milagro i Institut d'Estadística de Navarra |                      |                      |                      |                      |                      |                      |                      |                      |                      |                      |

## Personatges il·lustres
- Sixto Cámara, periodista socialista utòpic.
- Santos Cerdán, dirigent socialista

## Guerra Civil Espanyola
Iniciada la Guerra Civil, 78 persones van ser assassinades, començant el dia 22 de juliol de 1936 fins al mes de maig de 1937, que es van produir els últims afusellaments de milagreses. Significatiu va ser el dia 5 d'agost quan 25 milagresos "desapareixen en el terme de Peralta, donant-se'ls per morts", segons el delegat local. El rector Victorià Aranguren, que havia sol·licitat clemència en alguna ocasió per als detinguts, va aparèixer mort en el llit el 9 d'octubre de 1937. Es va parlar d'enverinament, encara que això mai va poder saber-se.

## Galeria d'imatges

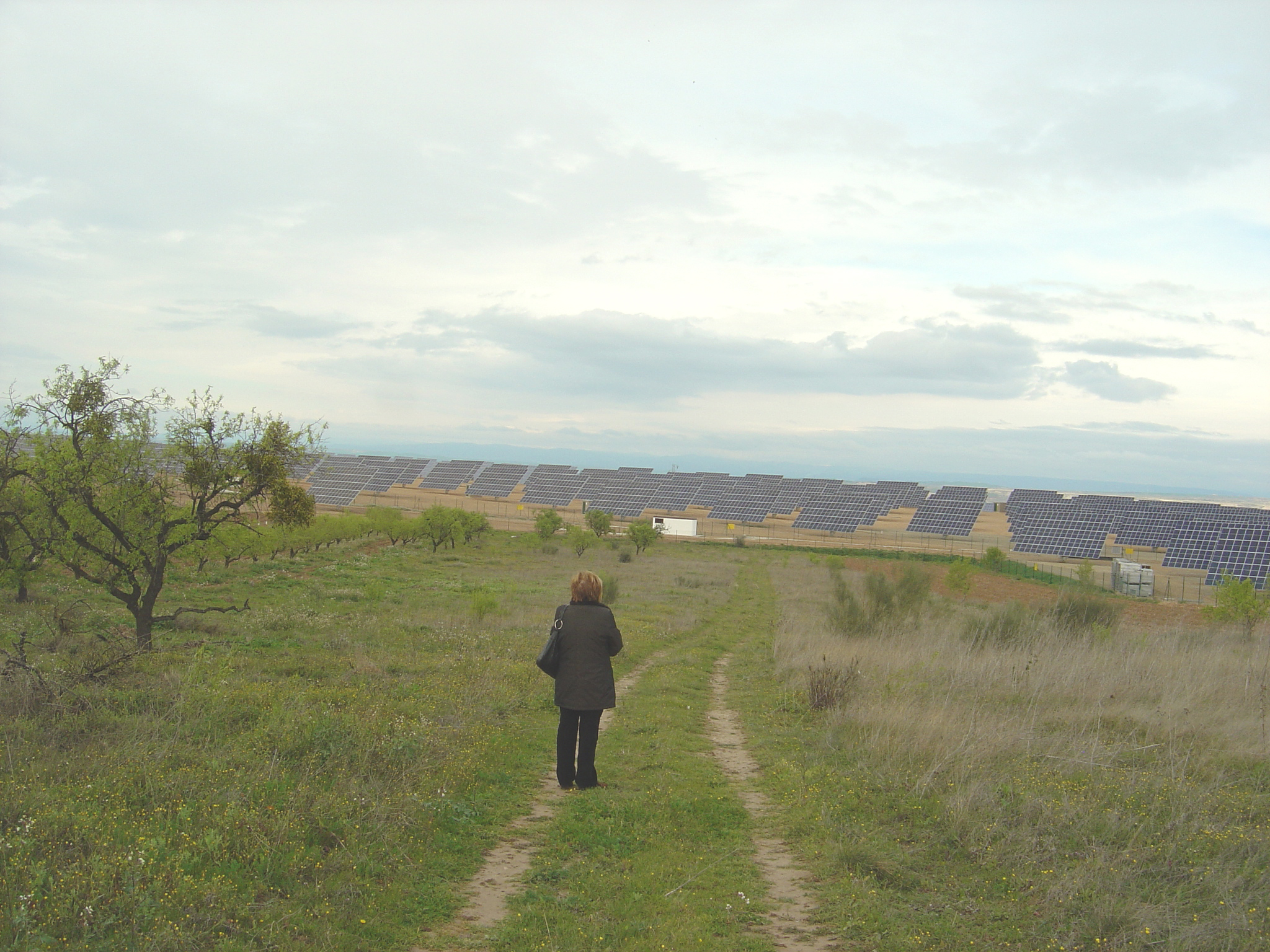
Camp d'energia solar
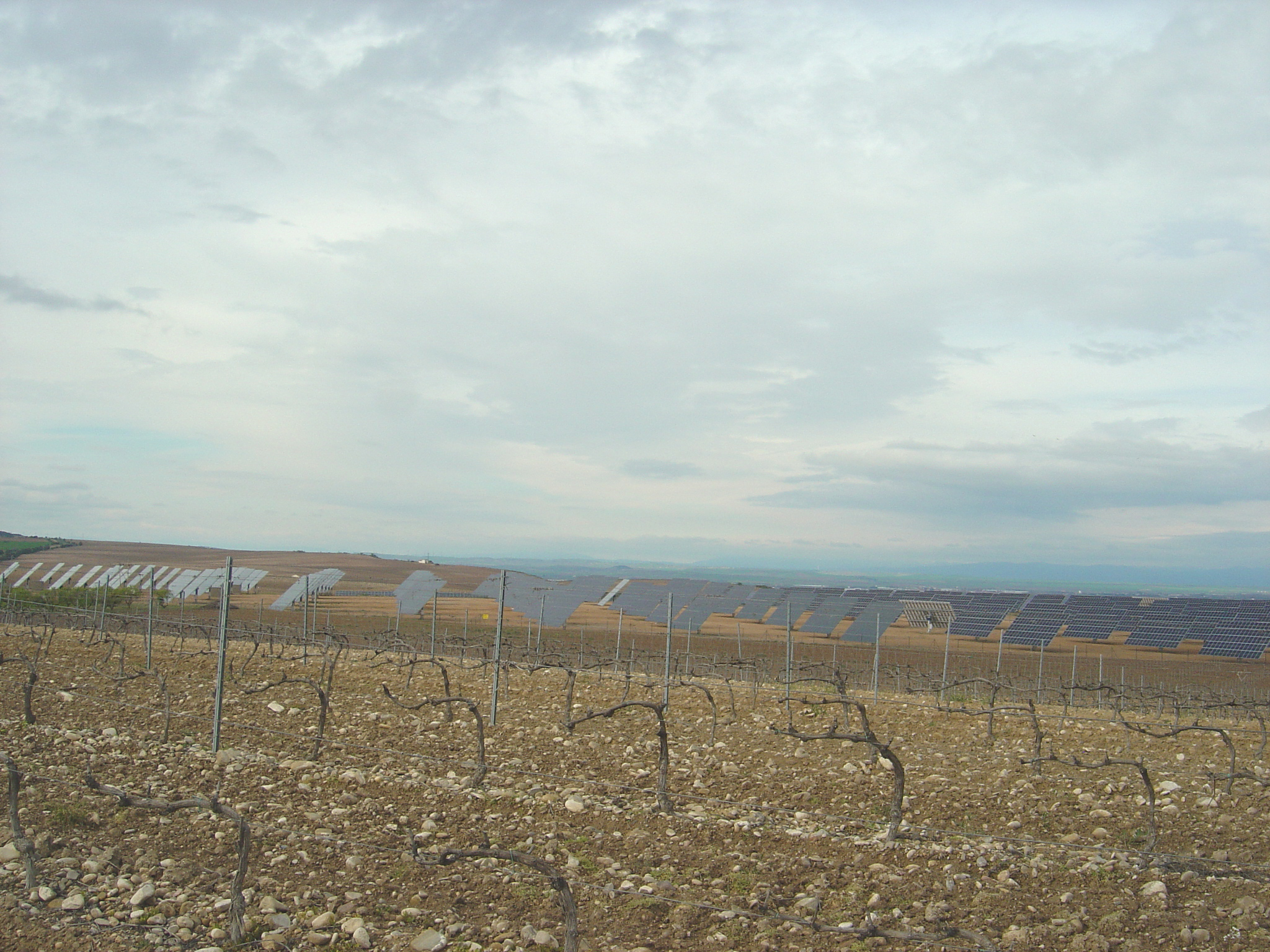
Camp d'energia solar
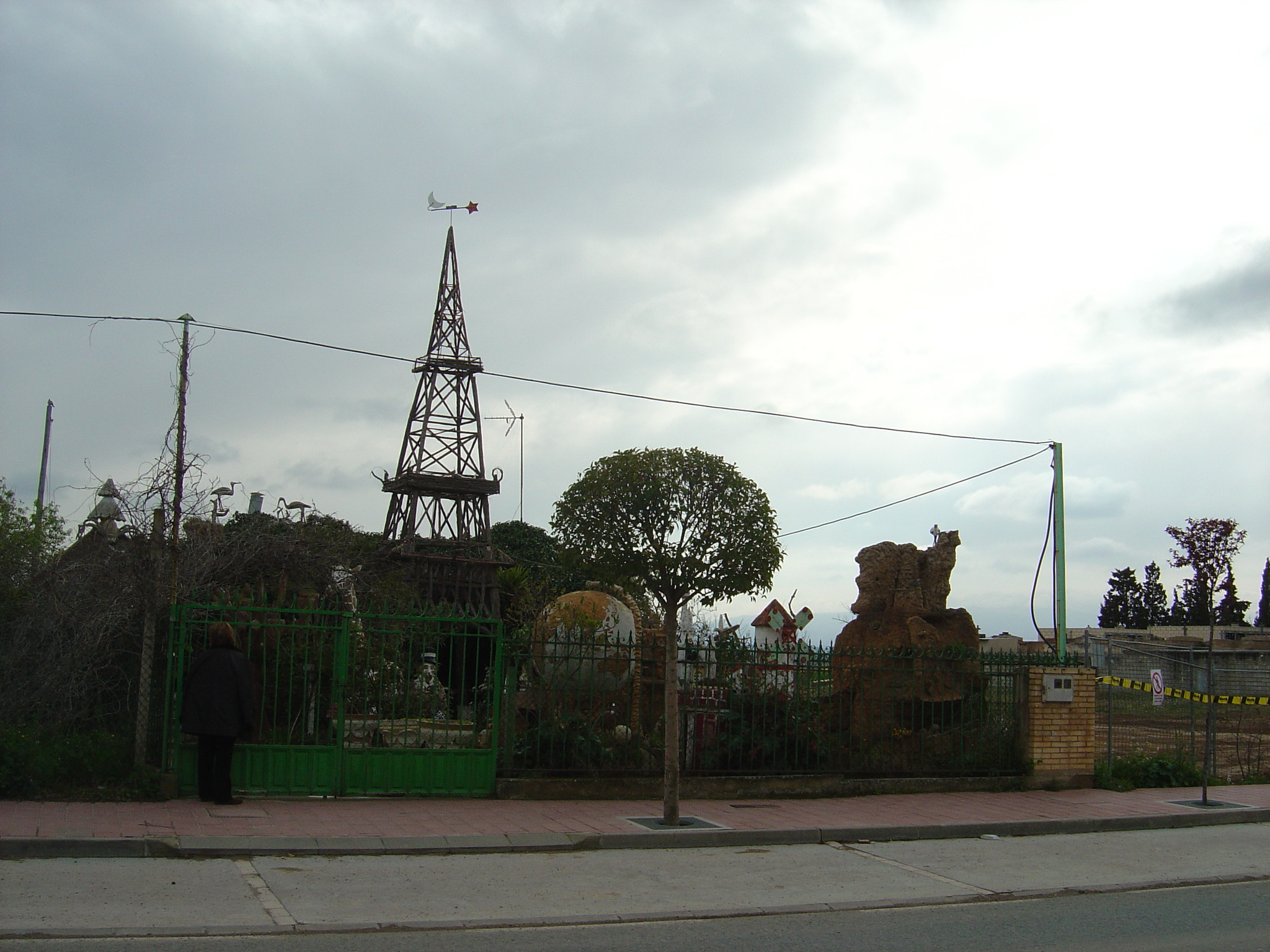
Jardí fantàstic
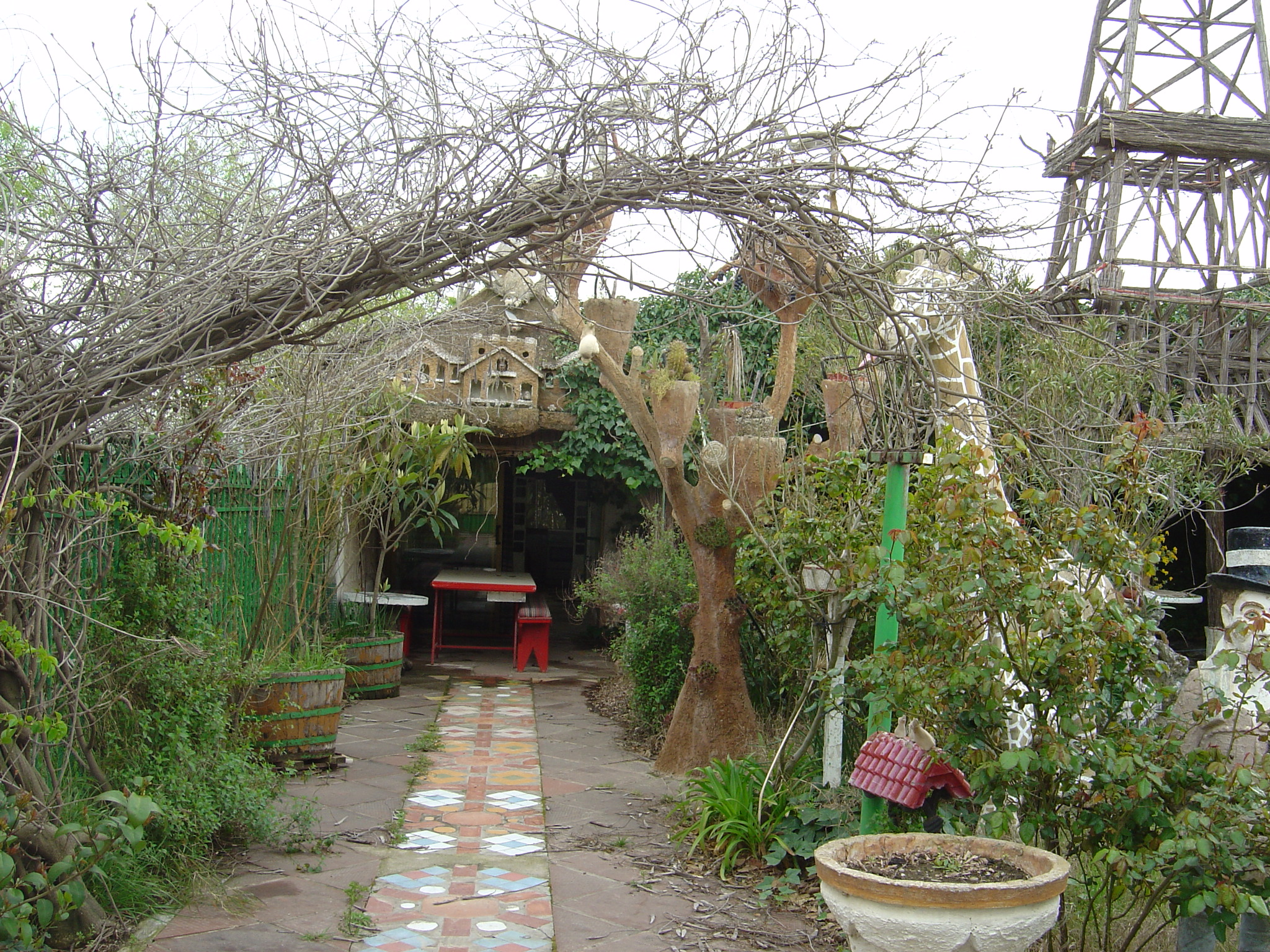
Jardí fantàstic
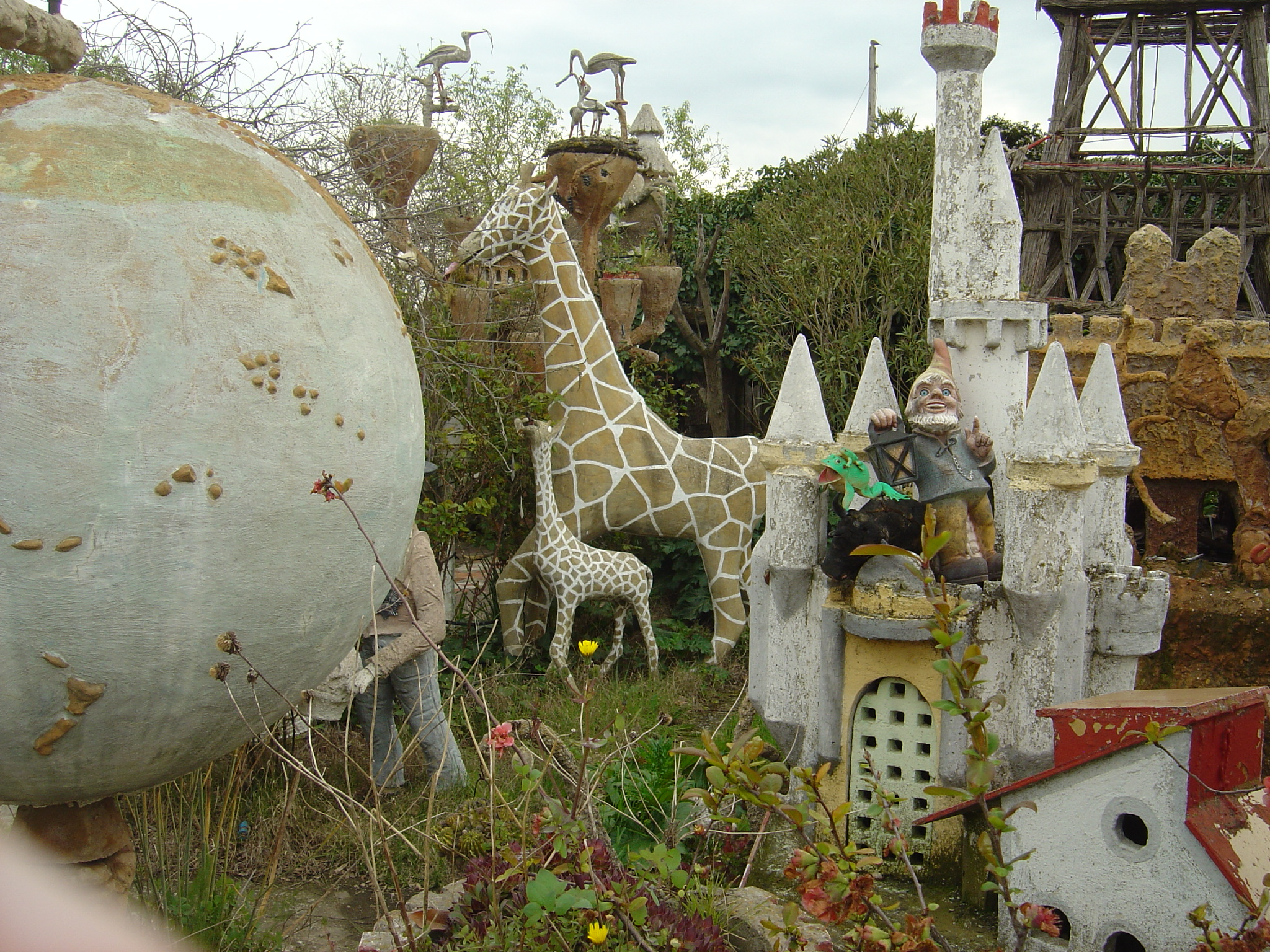
Jardí fantàstic
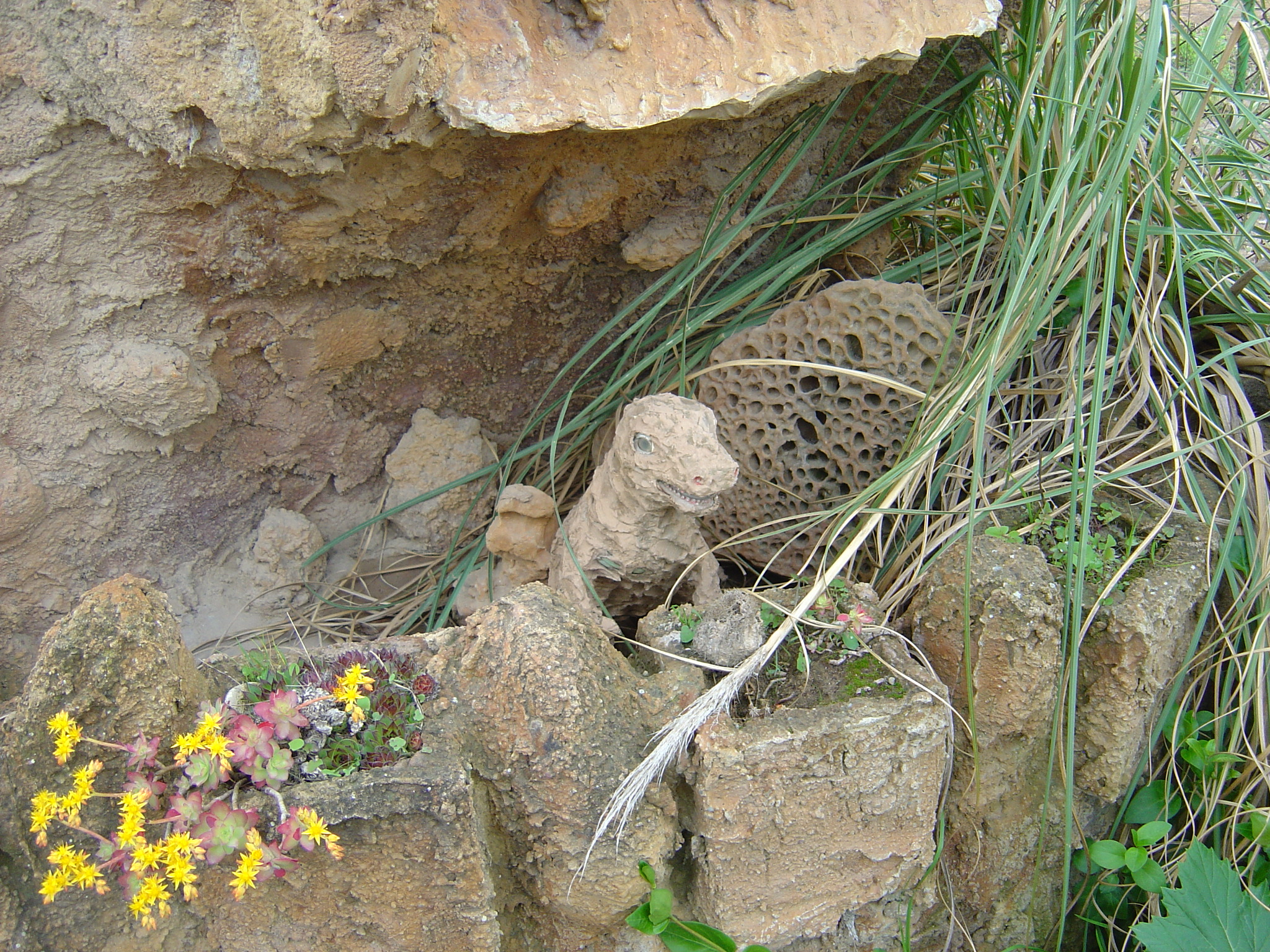
Jardí fantàstic